# Anisozyga albilauta
Anisozyga albilauta là một loài bướm đêm trong họ Geometridae.